# Mangalúr
Mangalúr
(kannadsky ಮಂಗಳೂರು) je město v indickém státě Karnátaka. Leží v okrese Dakšina Kannada, jehož je správním střediskem, přímo na Malabárském pobřeží Arabského moře ve vzdálenosti 350 kilometrů na západ od Bengalúru, hlavního města Karnátaky.
Jméno města je odvozeno od místního božstva. Mangalúr se vyvinul jako město přístavní. Důležitým indickým přístavem je dodnes, prochází tudy například 75% vyvážené kávy a podstatná část vyvážených kešu.
Je zde tropické klima a procházejí tudy monzuny.